# Huemul meridional
El huemul meridional (Hippocamelus bisulcus) és una espècie de cèrvid nadiu de les muntanyes de l'Argentina i Xile. Sent una de les dues espècies de cèrvids de mida mitjana del gènere Hippocamelus, el huemul meridional s'estén per les faldes de les muntanyes i les fredes valls dels Andes. La distribució, l'hàbitat, el comportament i la dieta d'aquest cèrvid han estat tots objectes d'estudi. La viabilitat de la petita població restant és una gran preocupació pels investigadors.
El nom específic bisulcus significa ‘bifurcat’ en llatí.